# Duane Allman
Pour les articles homonymes, voir Allman.
Howard Duane Allman (né le 20 novembre 1946 et mort le 29 octobre 1971) est un guitariste américain, remarqué pour sa maîtrise de la technique du slide à la guitare. Il est, avec Dickey Betts, un des créateurs du groupe The Allman Brothers Band, et a également joué un grand rôle dans l'album de Derek and the Dominos : Layla and Other Assorted Love Songs.

## Biographie
Il est né à Nashville dans le Tennessee. Quand il a trois ans, son père est assassiné lors d'une permission militaire, par un autre militaire ivre. Adolescent en Floride, il décide de suivre l'exemple de son frère Gregg et d'apprendre la guitare.
Son goût pour la musique se renforce lorsqu'en 1959, de retour à Nashville pour voir sa famille, il assiste avec son frère à un concert de blues lors duquel il découvre B. B. King.
Peu de temps après, Duane arrête ses études pour rester chez lui à jouer de la guitare. Il commence à se produire sur scène dès 1961 avec des petits groupes locaux.
À la fin des études de Gregg en 1965, les deux frères forment plusieurs groupes et prennent la route. Ces groupes permettent à Duane de se faire connaître et de se faire embaucher dans le studio Muscle Shoals, pour accompagner des musiciens confirmés. Il joue notamment avec Wilson Pickett, Clarence Carter, King Curtis, Aretha Franklin, Otis Rush, Boz Scaggs et Percy Sledge.
Lors d'une visite en Floride, une jam session avec un groupe local entraîne avec l'arrivée de Gregg la création du groupe The Allman Brothers Band. Ce groupe, devenu rapidement une des grandes formations rock des années 1970, est considéré par beaucoup comme l'un des piliers du rock sudiste.
Une série de concerts à Miami donne la chance à Duane de participer à l'album de Clapton (au sein du groupe Derek and the Dominos) : Layla and Other Assorted Love Songs.
Il retourne ensuite vers The Allman Brothers Band, bien que Clapton lui offre une place permanente dans son groupe. Il enregistre ainsi Live at Fillmore East, considéré comme l'un des plus grands classiques du rock.
Duane Allman se tue dans un accident de moto, à 24 ans, le 29 octobre 1971, sous les yeux de ses proches : Dixie, sa petite amie, et Candace, la sœur de Berry Oakley, le bassiste du groupe, qui le suivaient en voiture. Peu de temps après, Ronnie Van Zant de Lynyrd Skynyrd lui dédie la chanson Free Bird.
En 2003 il est classé deuxième dans Les 100 plus grands guitaristes de tous les temps par le magazine Rolling Stone et neuvième en 2011.

## Discographie

### The Escorts
- Single :
- 1964 : Turn On Your Love Light/No Name Instrumental/What’d I Say

### Hour Glass
- 1967 : Hour Glass
- 1968 : Power Of Love

### Duane & Gregg Allman
- 1972 : Duane & Gregg Allman

### Early Allman
- 1973 : Early Allman de Allman Joys (Featuring Duane And Gregg Allman).

### Allman Brothers
- 1969: The Allman Brothers Band
- 1970: Idlewild South
- 1971 : At Filmore East
- 1972: Eat a Peach (Contient des extraits live)
- 1973: Brothers and Sisters

### Participations
- 1968 : The 31st of February de 31st of February - Guitares.
- 1969 : Hey Jude de Wilson Pickett - Guitares.
- 1969 : Mourning in the Morning de Otis Rush - Guitares.
- 1969 : Boz Scaggs de Boz Scaggs - Dobro, guitare slide, guitare électrique sur 4 chansons.
- 1969 : The Dynamic Clarence Carter de Clarence Carter - Guitare sur 1 chanson.
- 1969 ; Instant Groove de King Curtis - Guitares.
- 1969 : More Sweet Soul de Arthur Conley - Guitares.
- 1969 : Two Jews Blues de Barry Goldberg - Guitares.
- 1970 : Right On de Wilson Pickett - Guitare sur 1 chanson.
- 1970 : Layla and Other Assorted Love Songs de Derek and the Dominos - Guitares sur 11 des 14 chansons.
- 1970 ; New Routes de Lulu - Guitares.
- 1970 : Ton Ton Macoute de Johnny Jenkins - Guitares, production.
- 1970 : Christmas And The Beads Of Sweat de Laura Nyro - Guitares.
- 1970 : To Bonnie From Delaney de Delaney & Bonnie and Friends - Guitare slide.
- 1970 : This Girl's in Love with You de Aretha Franklin - Guitare sur 2 chansons.
- 1970 : Spirit in the Dark de Aretha Franklin - Guitare sur 1 chanson.
- 1970 : Ronnie Hawkins de Ronnie Hawkins - Guitares.
- 1971 : Motel Shot de Delaney & Bonnie and Friends - Guitares.
- 1971 : The Hawk de Ronnie Hawkins - Dobro, guitare.

### Duane Allman
- 1972 : An Anthology
- 2013 : Skydog: The Duane Allman Retrospective - Coffret CD réunissant certaines des sessions que Duane Allman réalisa avec d'autres artistes.
- 2013 : Skydog: The Duane Allman Retrospective Promotional Sampler - Album simple promotionnel pour la radio.